# Floridsdorf
Floridsdorf ([ˈflɔːʀɪʦˌdɔʁf]ⓘ) - dwudziesta pierwsza dzielnica Wiednia, znajdująca się w jego północnej części, za Dunajem. W centrum dzielnicy znajduje się modernistyczny kościół św. Jakuba. 
Połączona jest z resztą miasta linią metra U6.